# Anisodattilia
In zoologia, la conformazione anisodattilia del piede è una caratteristica unica degli uccelli: essa consiste in un gruppo di tre falangi rivolte all'innanzi e una all'indietro, posizionata posteriormente al palmo; una caratteristica tipica dei passeriformi, ed è inoltre presente nella maggior parte degli uccelli rapaci diurni.